# Налоговое сопротивление

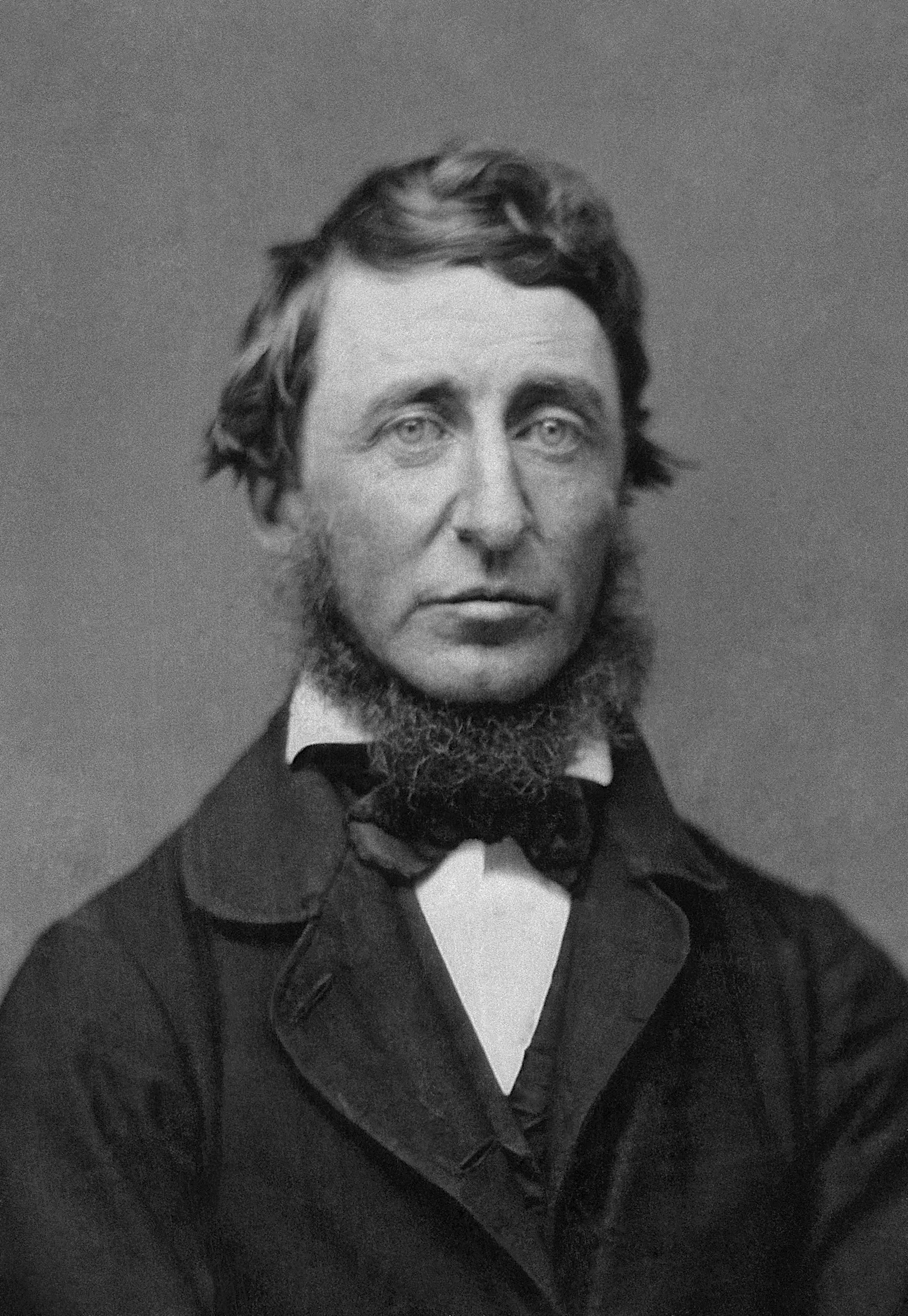
Генри Торо, американский автор, пацифист, борец против налогообложения и анархо-индивидуалист. Автор эссе «Гражданское неповиновение», наполненное критикой в адрес рабовладельческой политики своего времени. Оказал влияние на философские и политические взгляды Льва Толстого, Махатмы Ганди и Мартина Лютера Кинга

Нало́говое сопротивле́ние — отказ платить налоги как форму противодействия правительственной политике или налогообложению. Может принимать форму гражданского неповиновения при нарушении налогового законодательства.
Примеры кампаний сопротивления налогам включают движения за самоуправление, такие как «Соляной поход» под руководством Махатмы Ганди, а также усилия за избирательные права женщин, например, Женская лига сопротивления налогообложению (WTRL). Отказ от уплаты военного налога (пример: военно-налоговая марка) может происходить как у лиц, отказывающихся от военной службы по причинам совести или пацифизма, так и у тех, кто выражает протест против конкретной войны.
Важно различать налоговых противников от «налоговых протестующих», последние отрицают юридическое обязательство платить налоги, считая его неприменимым к себе. Те, кто сопротивляется налогообложению, могут признавать существование закона, требующего уплаты налогов, но по-прежнему предпочитают выражать свое противодействие этому обязательству.

## История

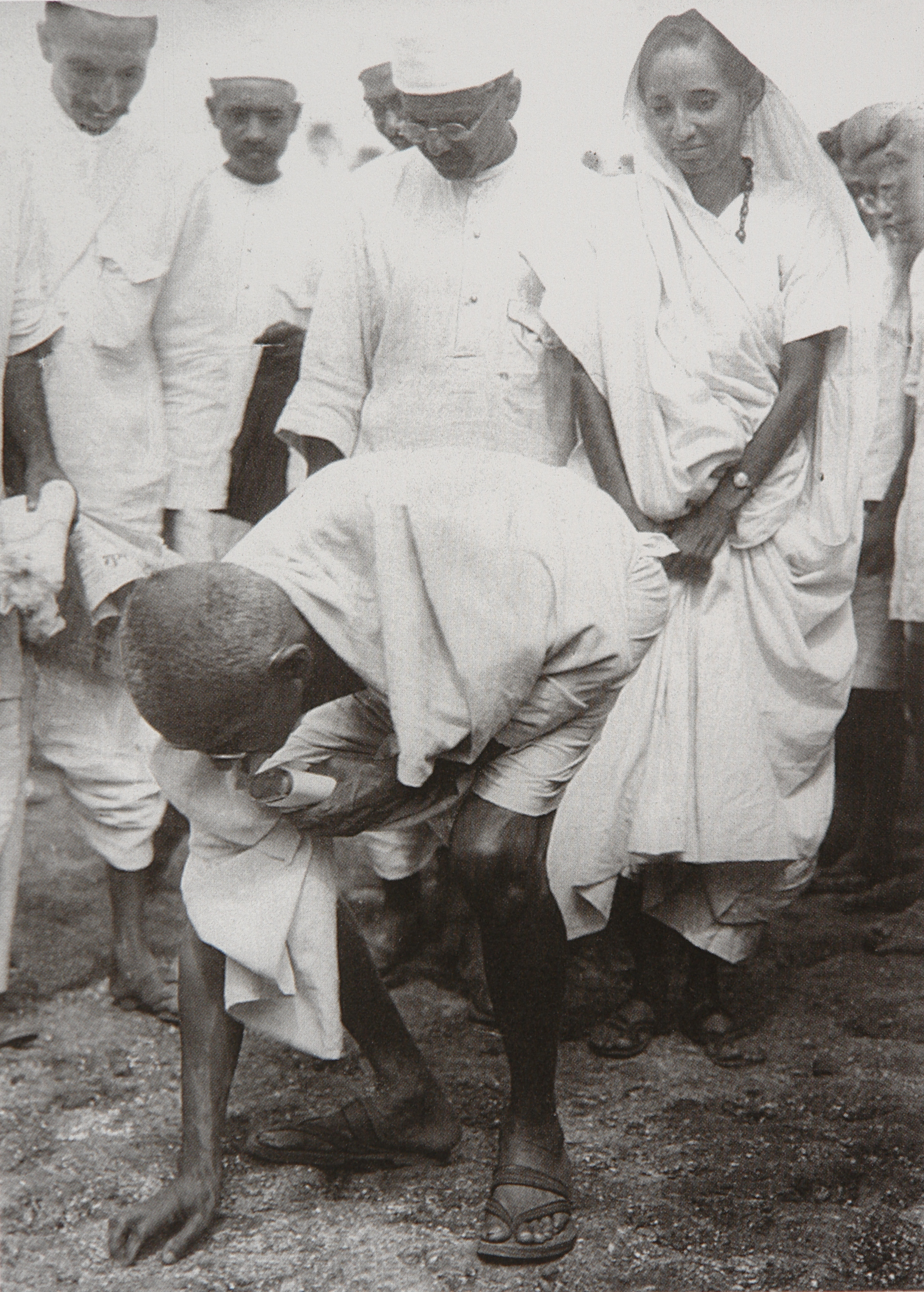
Ганди нарушает британский колониальный закон, собирая соль в конце Соляного похода (5 апреля 1930 года)

Ранние формы налогообложения, такие как барщина и десятина, имеют истоки, уходящие в глубь истории цивилизации. Барщина представляла собой принудительный труд, налагаемый государством на крестьян, слишком обедненных для уплаты других налогов (в древнем Египте этот труд считался налогом). В древнем Риме низкие налоги помогли аристократии увеличить свое богатство, иногда превышающее доходы центрального правительства. Императоры иногда пополняли казну путем конфискации имущества «сверхбогатых», но сопротивление богатых к уплате налогов стало фактором, способствовавшим упадку Империи.
Из-за репрессивной природы налогообложения правительства всегда боролись с налоговым несоблюдением и сопротивлением. Считается, что налоговое сопротивление сыграло важную роль в упадке нескольких империй, включая Египетскую, Римскую, Испанскую и Ацтекскую.

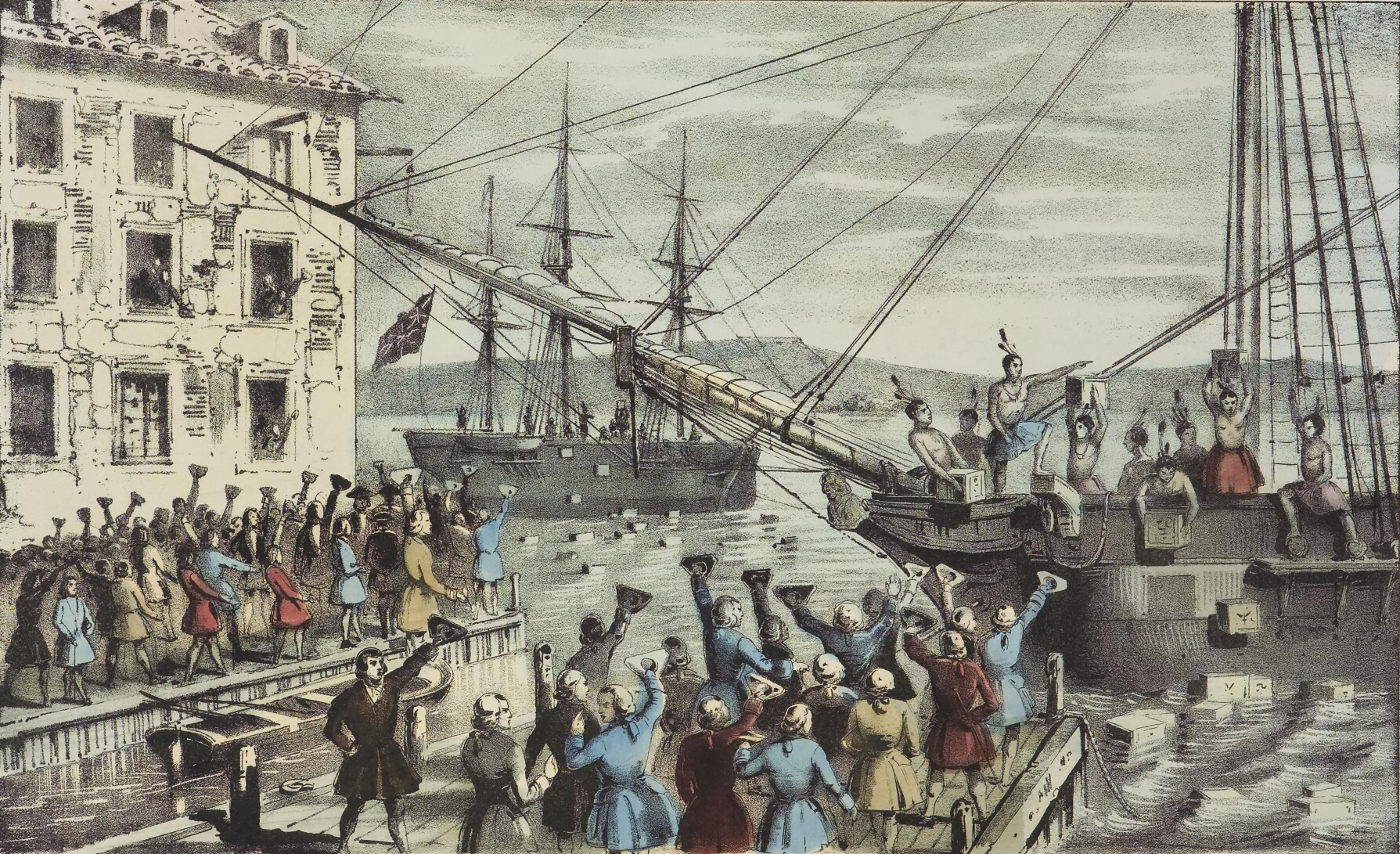
Бостонское чаепитие

Протесты против налогов включали сопротивление зелотов римскому подушному налогу в I веке нашей эры, что достигло своего пика в Первой Иудейской войне. Другие исторические события, порожденные налоговыми бунтами, включают Великую хартию вольностей, Американскую революцию (Бостонское чаепитие) и Французскую революцию.
Противники военного налога часто подчеркивают связь между подоходным налогом и военными действиями. Например, в Великобритании подоходный налог был введен в 1799 году для финансирования оружия и оборудования во время наполеоновских войн, а в США федеральное правительство ввело свой первый подоходный налог в 1861 году для поддержки финансирования Гражданской войны.

## Взгляды и цели
Противники налогового сопротивления представлены представителями различных слоев общества, со своими собственными идеологиями и целями. Например, Генри Дэвид Торо и Уильям Ллойд Гаррисон находили вдохновение в Американской революции и идеалах пацифизма квакеров. Некоторые отказываются уплачивать налоги из-за своей совести и неприятия финансирования военных действий, тогда как другие используют сопротивление налогообложению в стремлении свергнуть существующее правительство.
Среди противников налогов есть жесткие революционеры, например, Джон Адамс, и пацифисты, вроде Джона Вулмана; коммунисты, такие как Карл Маркс, и капиталисты, например, Вивьен Келлемс (Vivien Kellems); одиночные активисты, отвергающие войну, такие как Аммон Хеннаси (Ammon Hennacy), и лидеры движений за независимость, как Махатма Ганди.

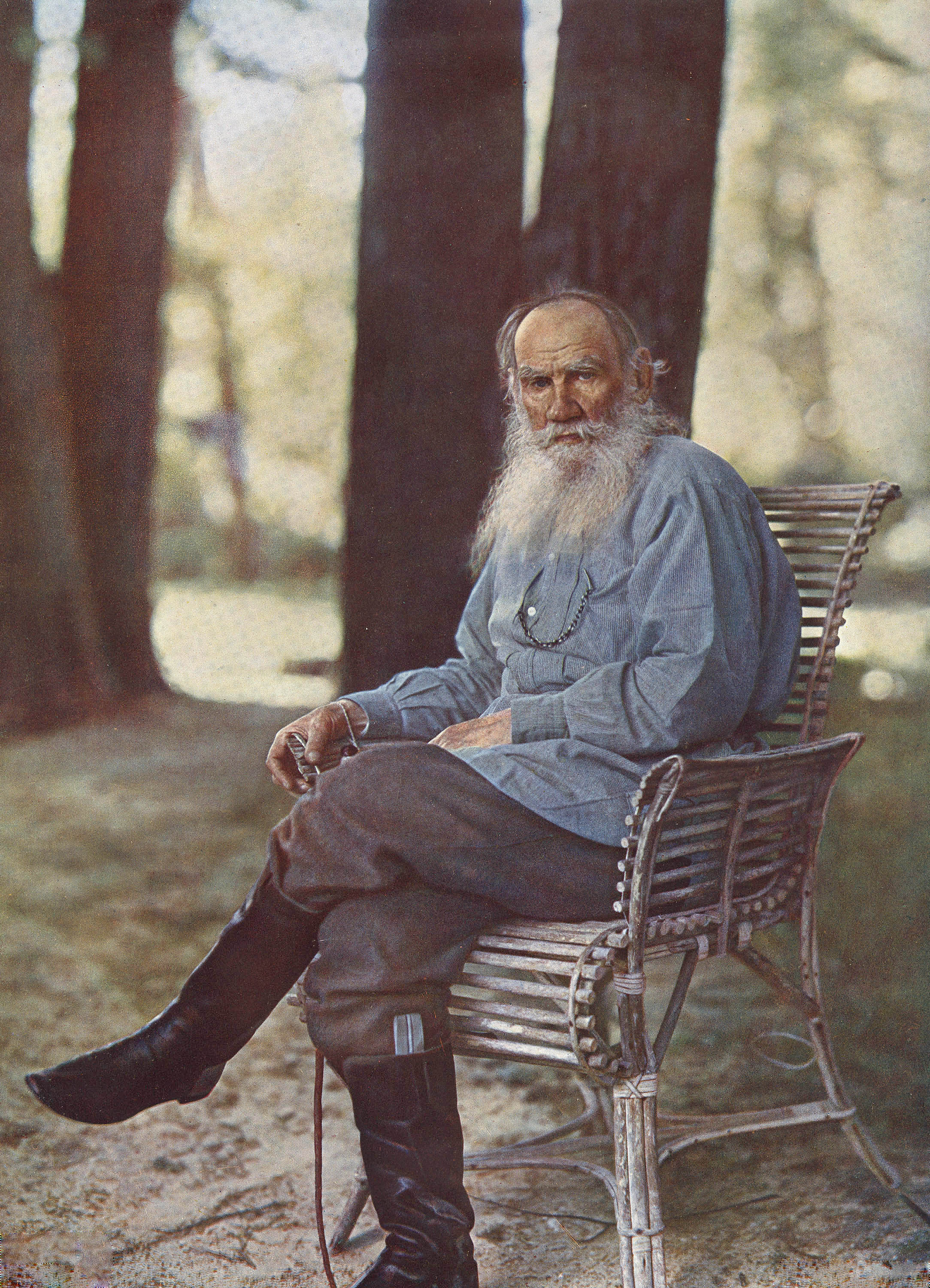
Лев Толстой, фотография Сергея Прокудина-Горского

Лев Толстой, христианский анархист, призывал правительственных деятелей изменить свое отношение к войне, а также обращался к гражданам относительно уплаты налогов (Не убий):
Только бы каждый король, император, президент понимал, что его должность заведования войсками не есть почетная и важная обязанность, как внушают ему его льстецы, а скверное и постыдное дело приготовления к убийствам, — и каждый частный человек понимал бы, что уплата податей, на которые нанимают и вооружают солдат, и тем более поступление в военную службу не есть безразличный поступок, а дурной, постыдный поступок не только попущения, но участия в убийстве, — и сама собой уничтожилась бы та возмущающая нас власть императоров, президентов и королей, за которую теперь убивают их.

## Методы
Противники военного налогообложения применяют разнообразные законные и незаконные методы сопротивления.

### Законные методы

#### Уменьшение налогов
Сопротивляющиеся могут уменьшить свои налоговые выплаты, используя законные методы уклонения от уплаты налогов.

#### Оплата в знак протеста
Некоторые налогоплательщики платят налоги, но прикладывают письма протеста к своим налоговым формам. Другие оплачивают налоги в форме протеста, например, выписывая чеки на необычные предметы, такие как унитаз или макет ракеты. Есть также метод оплаты, который создает неудобства для сборщика налогов, например, выплата всей суммы мелкими монетами низкого достоинства. Однако этот последний метод менее эффективен в странах, где обмен мелкой монеты ограничен законом, что позволяет налоговым органам законно отклонять такие платежи; например, в Англии и Уэльсе монеты номиналом 1 пенс разрешены для обмена только до определенной суммы, обычно не превышающей 20 пенсов.

#### Снижение налогооблагаемого дохода и потребления
Некоторые из противников налогов изменяют свой образ жизни для уменьшения своих налоговых обязательств. Например, для избежания налогов на потребление алкоголя люди могут начать варить домашнее пиво; чтобы избежать налогов на топливо, они могут пересаживаться на велосипед; чтобы избежать налогов на доход, они могут снизить свои доходы до уровня налогового порога, ведя более скромный или экономичный образ жизни. Например, в Великобритании граждане не уплачивают подоходный налог, если их доход ниже личного порога (Personal allowance). В Соединенных Штатах эквивалентом этому необлагаемому налогом годовому доходу является стандартная налоговая льгота, хотя множество других вычетов и кредитов позволяют людям зарабатывать значительно больше, чем это, и при этом избегать уплаты налога на доход.
Некоторые противники войны, прибегают к форме налогового сопротивления, снижая свои доходы до уровня налогового порога путем простого образа жизни. Они считают, что их правительство занимается аморальной, неэтичной или разрушительной деятельностью, такой как ведение войны, и что уплата налогов финансирует такие действия.
Эти методы различаются от уклонения от уплаты налогов тем, что они не нарушают налоговое законодательство, и отличаются от цели уклонения от уплаты налогов, так как цель состоит в том, чтобы платить как можно меньше налогов, а не сохранить как можно больший доход после уплаты налогов.

### Незаконные методы

#### Уклонение
Участники сопротивления могут выбирать незаконные пути уклонения от уплаты налогов. Например, один из способов уйти от подоходного налога — работать исключительно за наличные, обходя налоговые обязательства.

#### Перенаправление
Некоторые из уклоняющихся от уплаты налогов отказываются платить весь или часть налогов, затем делая равноценное пожертвование на благотворительность. Таким образом, они демонстрируют, что их сопротивление не эгоистично и что часть их дохода направляется на благотворительные цели. Например, Джулия Баттерфляй Хилл отказалась от уплаты федеральных налогов на сумму около 150 000 долларов и пожертвовала эти деньги на образовательные программы, искусство, программы для коренных народов, альтернативные программы заключения и защиту окружающей среды.

#### Отказ от конкретных налогов
Некоторые участники сопротивления отказываются добровольно платить определенные налоги по различным причинам: например, налоги могут быть особенно вредны для них, являться символической целью или быть объектом упрощенного сопротивления. Например, в США многие отказываются платить федеральный акцизный налог на телефон (Federal telephone excise tax), используемый для финансирования военных действий. Этот вид отказа относительно безопасен, поскольку налог обычно невелик, и сопротивление редко вызывает серьезные реакции правительства.

#### Отказ от уплаты налогов
Самый радикальный способ налогового сопротивления — это отказ платить налоги. Это может быть тихое игнорирование налоговых законов или открытое заявление об отказе платить. Некоторые участники сопротивления могут отказываться уплачивать только часть налогов, например, процент, эквивалентный военной доле государственного бюджета.